# ولایت ته‌شیو

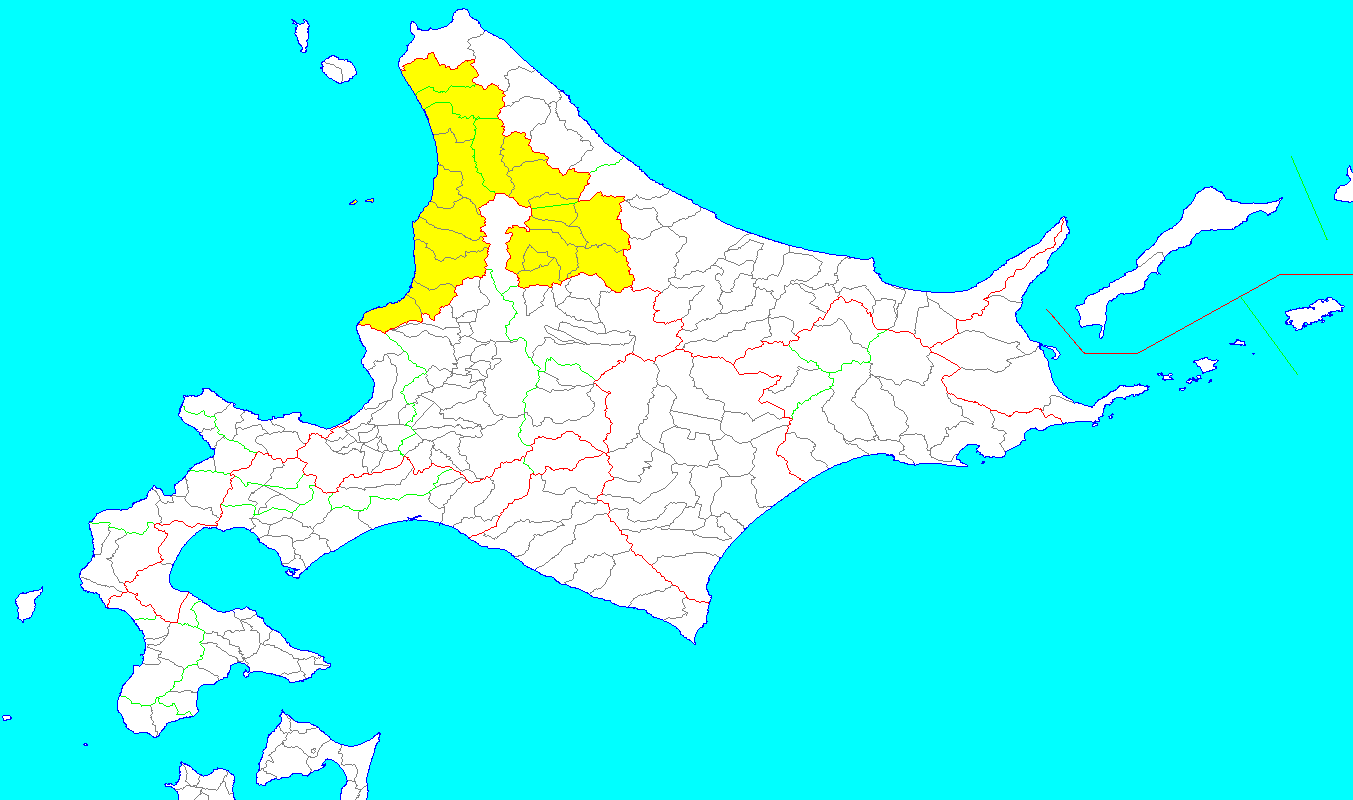
نقشه ژاپن در سال ۱۸۶۹ میلادی. این ولایت با رنگ تیره مشخص شده است.

ولایت ته‌شیو (به ژاپنی: 天塩国 Teshio no kuni) یکی از ولایت‌ها در تقسیم‌بندی کشوری قدیم ژاپن بود.